# كارول روشيه
كارول روشيه (بالفرنسية: Karole Rocher) هي ممثلة فرنسية، ولدت في 4 يوليو 1974 في فرنسا. اشتهرت بدورها في مسلسل "روكسان ديلجادو" التلفزيوني الفرنسي "براكو".

## وصلات خارجية
- كارول روشيه على موقع IMDb (الإنجليزية)
- كارول روشيه على موقع ألو سيني (الفرنسية)
- كارول روشيه على موقع أول موفي (الإنجليزية)
- كارول روشيه على موقع قاعدة بيانات الأفلام السويدية (السويدية)
- كارول روشيه على موقع قاعدة بيانات الفيلم (الإنجليزية)
- كارول روشيه على موقع كينوبويسك (الروسية)